# Alfredo da Silva (Politiker)
Alfredo da Silva ist ein Politiker aus Osttimor. Er ist Mitglied der FRETILIN.
Bei den Wahlen zur Verfassunggebenden Versammlung am 30. August 2001 gewann Silva das Direktmandat des Distrikts Aileu mit 57,47 % der Stimmen.
Mit der Unabhängigkeit Osttimors am 20. Mai 2002 wurde die Versammlung zum Nationalparlament und Silva Abgeordneter. Hier war er Mitglied der Kommission B (Kommission für Außenangelegenheiten, Verteidigung und Nationale Sicherheit).
Nach den Neuwahlen im Juni 2007 schied Silva aus dem Parlament aus.